# 페하이드 알디하니
페이하드 알디하니(영어: Fehaid Al-Deehani, 아랍어: فهيد الديحاني 푸하이달디하니[*] 1966년 10월 11일~)는 쿠웨이트의 사격 선수로 쿠웨이트시티 출신이다.
2015년 쿠웨이트 정부가 올림픽 위원회 선거에 간섭했다는 이유로 국제 올림픽 위원회로부터 자격 정지를 받았다. 스위스 로잔에서 집행위원회를 열었던 국제올림픽위원회(IOC)는 6월 2일 IOC가 쿠웨이트에 취한 올림픽 등 IOC 주관 대회 출전 금지 조치가 리우데자네이루 올림픽 개막 이전까지 풀릴 가능성이 없어 보인다고 밝혔고, 올림픽 출전 자격을 얻는 선수들은 쿠웨이트 선수단이 아닌 선수 개별 자격으로 출전할 수 있다고 덧붙였다. 때문에 페하이드 알디하니는 자국의 국기가 아닌 오륜기를 들고 개인 선수 자격으로 2016년 하계 올림픽에 출전했다. 그는 개인 자격으로 올림픽에 출전한 선수 중으로는 사상 처음으로 금메달을 땄다.